# 바울로 서신

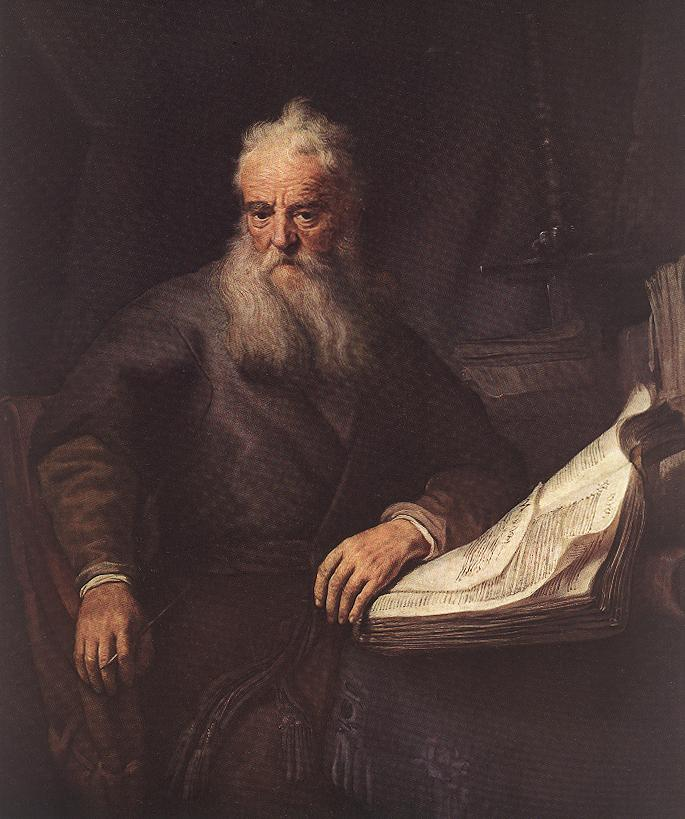

바울로 서신(공동번역), 바울 서신(개신교), 바오로 서간(천주교)은 기독교에서 바울로의 이름으로 쓰였거나 바울로가 썼다고 여기는 문헌들을 뜻한다. 오늘날 신약성경 서신 중 상당 부분이 이 서신들로 구성되어 있다.

## 주요 내용
- 그리스도의 인성과 신성
- 토라의 율법을 지켜야 한다고 주장하는 신자들에 대한 비판.
- 믿음을 통한 구원
- 그리스도의 희생적 죽음과 부활
- 세상의 종말과 그에 대한 대비(종말론적 신앙)
- 교회의 의미
- 영성체 신학 즉, 성찬례에 대한 해석
- 주교(감독), 부제(집사)등의 성직자가 갖추어야 할 자격 요건
- 분열된 교회들에 대한 일치 권고

## 목록
| 36 | (31–36 AD: 바울의 회심)           |
| 37 |                                   |
| 38 |                                   |
| 39 |                                   |
| 40 |                                   |
| 41 |                                   |
| 42 |                                   |
| 43 |                                   |
| 44 |                                   |
| 45 |                                   |
| 46 |                                   |
| 47 |                                   |
| 48 |                                   |
| 49 |                                   |
| 50 | 데살로니카인들에게 보낸 첫째 편지 |
| 51 | 데살로니카인들에게 보낸 둘째 편지 |
| 52 |                                   |
| 53 | 갈라디아인들에게 보낸 편지        |
| 54 | 고린토인들에게 보낸 첫째 편지     |
| 55 | 필립비인들에게 보낸 편지          |
| 55 | 필레몬에게 보낸 편지              |
| 56 | 고린토인들에게 보낸 둘째 편지     |
| 57 | 로마인들에게 보낸 편지            |
| 58 |                                   |
| 59 |                                   |
| 60 |                                   |
| 61 |                                   |
| 62 | 골로사이인들에게 보낸 편지        |
| 62 | 에페소인들에게 보낸 편지          |
| 63 |                                   |
| 64 | 디모테오에게 보낸 첫째 편지       |
| 64 | 디모테오에게 보낸 둘째 편지       |
| 64 | 디도에게 보낸 편지                |
| 65 |                                   |
| 66 |                                   |
| 67 | (64–67 AD: 바울의 죽음)           |

기독교에서 일반적으로 통용되는 신약성경 분류 순서에 의하면 다음과 같다.
- 로마서(로마 신자들에게 보낸 서간)
- 고린도전서(코린토 신자들에게 보낸 첫째 서간)
- 고린도후서(코린토 신자들에게 보낸 둘째 서간)
- 갈라디아서(갈라티아 신자들에게 보낸 서간)
- 에베소서(에페소 신자들에게 보낸 서간)
- 빌립보(필립비인들에게 보낸 서간)
- 골로새서(콜로새 신자들에게 보낸 서간)
- 데살로니가전서(테살로니카 신자들에게 보낸 첫째 서간)
- 데살로니가후서(테살로니카 신자들에게 보낸 둘째 서간)
- 디모데전서(티모테오에게 보낸 첫째 서간)
- 디모데후서(티모테오에게 보낸 둘째 서간)
- 디도서(티토에게 보낸 서간)
- 빌레몬서(필레몬에게 보낸 편지)
- 히브리서(히브리인들에게 보낸 편지)

길이가 긴 서신이 앞에, 짧은 서신을 뒤에 위치시켰으며 예외적으로 목회서신을 뒤에 따로 구분해 배치하였다. 초대 교회에서도 이와 동일한 순서로 배치하였다.

### 논란
위 목록 중에서 히브리서를 제외한 편지의 본문에는 발신자(저자)가 바울로라고 표시되어 있다. 이 때문에 초기부터 히브리서는 위서 논란이 있었고, 오늘날에는 어떤 관점에서도 히브리서가 바울 서신에서 제외되어 있다. 개신교에서는 교파마다 차이는 있지만 대체로 히브리서를 바울로의 작품으로 여기지 않으나, 로마 가톨릭교회에서는 히브리서를 바울로의 편지로 인정하고 있다. 개신교에서는 히브리서의 저자가 예수의 영원한 속죄에 대해 말하기 위해 유대교 제의에 대해 언급하는 것으로 보아 예루살렘 교회 소속의 익명의 저자가 이름을 빌려 쓴 것으로 보기도 한다. 또한 코린토 서신, 데살로니카 서신등은 종말론적 기대와 신앙을 갖고 있던 초기 신앙에 근거, 바울로의 저작으로 본다.
개신교 성서학계는 19세기부터 바울로 서신의 저자 진위에 대해서 협의했으며, 20세기에는 바울의 저작에 대해 크게 세 부류로 나누었다. 바울로 서신에서 콜로새서, 에페소서, 데살로니카 후서는 바울로와 타 신학자들의 공동 저작이거나 차명본으로 보며, 디모테오 전서, 디모테오 후서, 디도서는 바울로 학파의 학자들이 초대교회를 조직하기 위한 과정에서 썼다고 보고, 그 외 서신들은 바울로의 직접 저작으로 본다. 이러한 바울로 서신의 세가지 분류 방법은 대체로 지지를 받고 있다. 로마 가톨릭교회에서도 제2차 바티칸 공의회 이후 기존 성서 연구를 받아들여, 콜로새서, 디모테오에 전/후서, 에페소서는 '제2 바울로 서신' 또는 '바울로 학파의 작품'이라고 하여 바울로의 이름을 대표로 빌려서 쓴 차명의 서신으로 보고 있다. 고대의 유대인 사회에서 존경하는 이의 이름을 빌려서 집필하는 일이 자연스러운 일이었기 때문에, 바울로의 제자들도 그들이 따르는 이의 이름을 빌려서 집필한 것이라고 본다. 반면 일부 보수적인 개신교 학계에서는 바울 서신의 모든 저작들이 바울로가 직접 불러주어 받아 쓴 것이며 히브리서는 바울로와 관계없다는 의견을 지지한다.

## 실전된 서신
바울로가 작성한 서신 중 실전된 것은 다음과 같다.
- 고린도전서 5장 9절에서 언급되는 고린도교회에 보낸 첫 번째 편지.[8]
- 고린도후서 2장 4절, 7장 8-9절에서 언급되는 고린도교회에 보낸 세 번째 편지. 엄중한 편지 혹은 눈물의 편지라고도 불린다.
- 에베소서 3장 3-4절에서 언급되는 에베소교회에 보낸 또다른 편지.
- 골로새서 4장 16절에서 언급되는 라오디게아인들에게 보낸 편지.[9]

## 외경과 위경
바울로가 저술했다고 주장되어 온, 정경화 되지 않은 편지들도 있다. 대부분의 학자들은 이 편지들을 위작이라고 본다.
- 코린토 3서 (아르메니아 정교회에서는 한동안 정경이었다)
- 라오게디아서 (코덱스 풀덴시스(Codex Fuldensis)에 있다)
- 코린토에서 바울로에게 보내는 편지 (여기서 바울로는 저자가 아니라 수신자이다)

편지는 아니지만 바울로가 저술했다고 주장되어 온 문헌들은 다음과 같다.
- 바울로와 데클라의 행전: 여기서 데클라는 바울로의 여성 제자를 일컫는다. 교회사 전승에 따르면, 데클라는 스스로 바울로의 제자가 되었다고 한다.
- 베드로와 바울로의 행전
- 바울로 계시록 전편
- 바울로 계시록 후편
- 바울로 복음서
- 바울로 설교서
- 뱀의 주문집(Book of spells of serpents)

어떤 이들은, 테살로니카 후서 2장 1-2절과 3장 17절에 근거해서, 바울로의 이름을 차용하여 데살로니카에 보내진 세 번째 편지(순서로는 전서와 후서의 사이)가 존재한다고 추정해왔지만, 주류에서는 이를 인정하지 않고 있다.

## 같이 보기
- 성경 외경
- 커트 알란드